# Landler (protestanten)

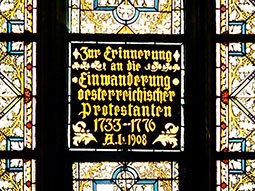
Glas-in-loodraam in een kerk in Sibiu, ter nagedachtenis aan de immigratie van de Landler

De Landler of Zevenburger Landler zijn protestanten zie onder de Habsburgse heersers Karel VI en diens dochter Maria Theresia in de tijdsspanne van 1734 tot 1756 voornamelijk uit het Oostenrijkse kerngebied naar Zevenburgen werden gedeporteerd. Dit was het enige gebied in de Habsburgse monarchie waar het protestantisme werd getolereerd. De Landler vestigden zich in de buurt van de stad Hermannstadt.

## Achtergrond
De Reformatie en de Contrareformatie waren factoren die in de 16e, 17e en 18e eeuw een bijzonder sterke invloed uitoefenden op de maatschappij, en niet alleen op geestelijk vlak. Macht en geloof waren nauw met elkaar verbonden en machthebbers stelden hun heerschappij veilig aan de hand van religie. Al vóór de Godsdienstvrede van Augsburg (1555) werd het geloof een instrument van regionaal absolutisme.
In het prinsaartsbisdom Salzburg leidde de toepassing van het principe van Augsburg en Osnabrück (Westfaalse Vrede van 1648), namelijk cuius regio, eius religio, tot de verdrijving van inwoners die zich niet bekeerden tot het geloof van hun landsheer. In 1684-1685 verbande prins-bisschop Max Gandolf von Kuenburg inwoners van zijn vorstendom omwille van hun geloof. In 1731-1732 verdreef prins-aartsbisschop Leopold Anton von Firmian middels zijn Emigratiepatent aanhangers van de Augsburgse confessie uit zijn grondgebied onder het voorwendsel dat ze rebellen zouden zijn. Hierbij vroeg hij, en kreeg hij, militaire steun van keizer Karel VI, aan wie het evenwel duidelijk geweest moet zijn, dat zijn rijk door zulke verdrijvingen een aanzienlijk aantal bekwame onderdanen, "contribuenten", en dus ook belastingbetalers, verloor aan zijn belangrijkste rivaal, Frederik Willem I van Pruisen.
Desalniettemin richtte zijn dochter Maria Theresia, die het gezag in de Habsburgse gebieden in 1740 had overgenomen, zich lange tijd op de eenheid van geloof onder haar onderdanen, en besloot zij tot de bestrijding van het protestantisme, met het doel (zeker in de Oostenrijke erflanden) een religieus homogene (rooms-katholieke) bevolking te bewerkstelligen.

## Transmigratie

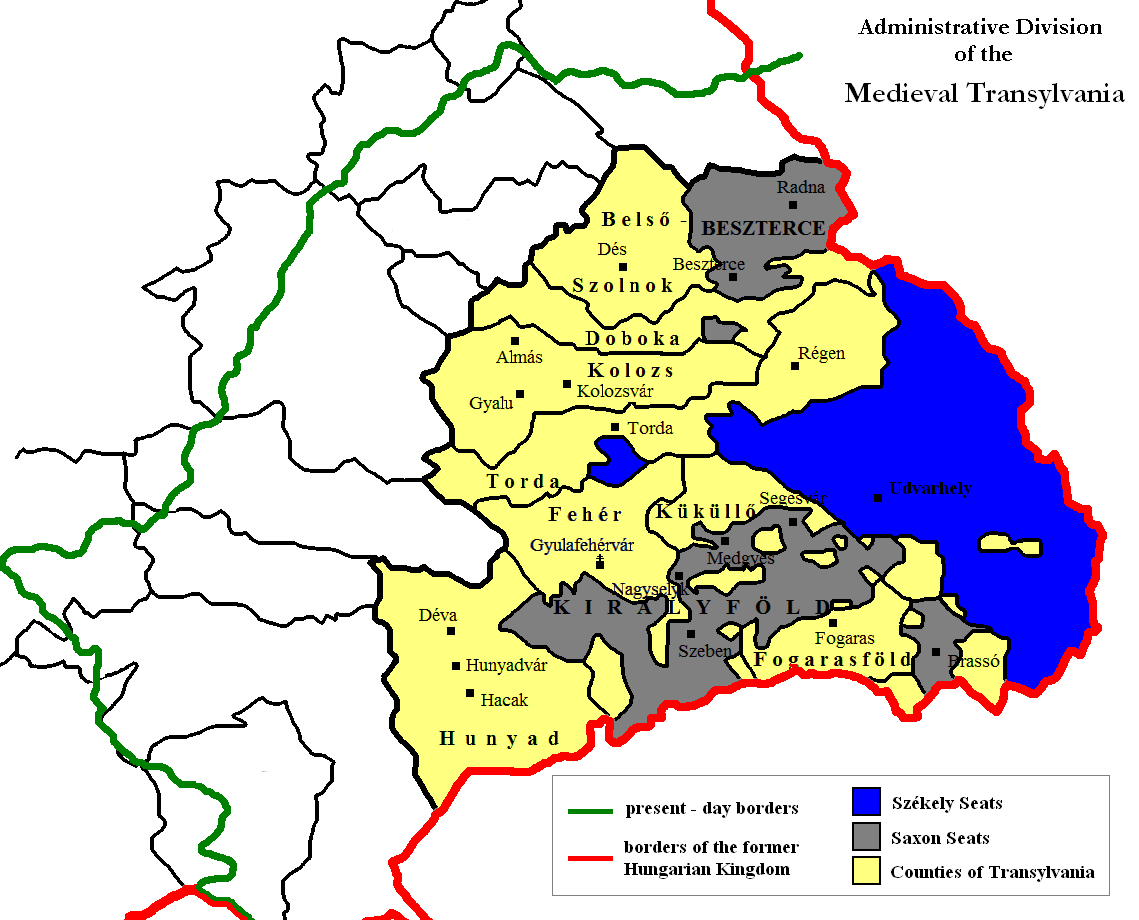
Gebieden van de drie geprivilegieerde standen in Zevenburgen:
Szeklerland
Zevenburger Saksen - Königsboden
Comitaten onder het gezag van adel en clerus

De deportatie van protestanten onder Karel VI werd bij wijze van eufemisme als "transmigratie" aangeduid en begon in 1734. In eerste instantie werden 800 mensen naar Zevenburgen gedeporteerd, waarvan ongeveer 200 uit Karinthië. De "transmigranten" uit Salzkammergut werden in Zuid-Zevenburgen op de Königsboden gevestigd. Aangezien dit gebied door de Turkenoorlogen en de pest sterk ontvolkt waren, kregen de verdreven Opper-Oostenrijkers leegstaande boerderijen in de gemeenten Großpold in het Unterwald en in Großau en Neppendorf bij Hermannstadt toegewezen. De overige Landler, buiten deze drie dorpen, assimileerden zich snel aan de Zevenburger Saksen. Enkele Landler-families (Kleinsasser, Hofer, Waldner, Wurz en Glanzer) sloten zich rond 1762 bij de doperse hutterieten aan, die later naar Rusland en van daaruit naar Noord-Amerika emigreerden.
Het land was economisch zwaar beschadigd, grote stukken land waren verwoest en ganse dorpen waren ontvolkt. De geplande immigratie in de ontvolkte dorpen van de Zevenburger Saksen stootte eerst op tegenstand bij de plaatselijke bevolking, maar bleek na verloop van tijd een voordelige beslissing.
Van 1752 tot 1756 volgden verdere transmigraties, waarbij meer dan 2.000 mensen uit het zogenaamde "Landl", het kerngebied van Opper-Oostenrijk dat ongeveer met het Hausruckviertel overeenstemt, en meer dan 1.100 uit Binnen-Oostenrijk, naar Zevenburgen werden gedeporteerd. Daar was het bevolkingsaantal inmiddels aangewassen, onder andere door de vestiging van Roemenen op de Königsboden, en waren er nog nauwelijks leegstaande boerderijen. In deze late fase konden enkel de gedeporteerden met voldoende middelen zich in de Saksische dorpen vestigen. De anderen vestigden zich in de steden, als ze de eerste jaren al overleefden.

## Demografische bijzonderheden
In de dorpen Neppendorf, Großau en Großpold vermengden de nieuwe Oostenrijkse migranten slechts zelden met de Zevenburger Saksen. Op die manier is het Oostenrijks-Duitse dialect, het Landlerisch, tot op vandaag bewaard gebleven. Het wordt zowel gesproken door Landler die na de Tweede Wereldoorlog naar Duitsland zijn geëmigreerd, als door de enkelingen die in de Landler-dorpen achterbleven.